# Pál Vastagh
Pál Vastagh (ur. 23 września 1946 w Nagyszénás) – węgierski polityk, prawnik, nauczyciel akademicki i dyplomata, działacz komunistyczny, poseł do Zgromadzenia Narodowego, eurodeputowany V kadencji, w latach 1994–1998 minister sprawiedliwości.

## Życiorys
W 1971 ukończył studia prawnicze na Uniwersytecie w Segedynie. W latach 80. odbył aspiranturę w Akademii Nauk Społecznych w Moskwie przy KC KPZR. Zawodowo pracował na macierzystej uczelni, był m.in. dziekanem wydziału prawa (1988–1989). Od 1999 prowadził wykłady na Uniwersytecie im. Loránda Eötvösa w Budapeszcie.
Od 1966 członek Węgierskiej Socjalistycznej Partii Robotniczej (MSZMP). Od 1971 był pracownikiem komunistycznej młodzieżówki KISZ, zaczynał jako sekretarz jej uczelnianych struktur. W 1988 został pierwszym sekretarzem MSZMP w komitacie Csongrád, w 1989 dołączył najpierw do komitetu centralnego, następnie do biura politycznego. Po rozwiązaniu partii został jednym z liderów postkomunistycznej Węgierskiej Partii Socjalistycznej (MSZP).
W 1990 po raz pierwszy wybrany na posła do Zgromadzenia Narodowego. Z powodzeniem ubiegał się o reelekcję w wyborach w 1994, 1998, 2002 i 2006. W latach 1994–1998 sprawował urząd ministra sprawiedliwości w rządzie Gyuli Horna.
Od 2003 był obserwatorem w Parlamencie Europejskim V kadencji, a od maja do lipca 2004 pełnił funkcję europosła. W 2006 zrzekł się mandatu poselskiego w związku z objęciem stanowiska ambasadora Węgier w Kanadzie. Po powrocie z placówki w 2010 został rektorem wyższej szkoły zarządzania (Általános Vállalkozási Főiskola) w Budapeszcie.